# Biloslav Ljubunčić
Biloslav Ljubunčić  (Livno, druga polovina 14. st. - početak 15. st.) hrvatski plemić.
Podatci o Biloslavu Ljubunčiću (lat. Biloslavus Lubuncich) koji se nalaze u arhivi grada Trogira svjedoče da je imao posjed na području Livna. Godine 1416. u službi je bosanske kraljice Jelene, rođene Nelipić, supruge kralja Stjepana Ostoje, za koju obavlja diplomatske zadaće.